# Indotipula tetracantha
Indotipula tetracantha är en tvåvingeart som först beskrevs av Alexander 1928.  Indotipula tetracantha ingår i släktet Indotipula och familjen storharkrankar. Inga underarter finns listade i Catalogue of Life.